# Žahenberc (potok)
Žahenberc je potok, ki se kot desni pritok izliva v reko Sotlo, mejno reko med Slovenijo in Hrvaško. Njegovo ime je povezano z istoimenskim naseljem, skozi katerega teče.